# Bagavadeguitá
Bagavadeguitá (em sânscrito: भगवद्गीता; romaniz.: Bhagavad Gītā: "canção do bem-aventurado" ou "canção divina"; IAST: bhagavad-gītā; IPA: ˈbʱaɡəʋəd̪ ɡiːˈt̪aː) é um texto religioso hindu escrito em sânscrito, parte do poema épico indiano Maabárata (escrito em partes e em épocas diferentes), datado do século IV a.C. (próximo ao advento da era de Kali ou era das desavenças), que relata o diálogo de Críxena/Krishna (suprema personalidade de Deus) com o herói Arjuna (discípulo guerreiro) no campo de batalha de Kuruksetra.
Arjuna representa o papel de uma alma confusa sobre seu dever e, recebe iluminação diretamente do Senhor Críxena, instruindo na ciência da autorrealização, ao explicar-lhe o sustentáculo do Reto Agir (darma, o carmaioga, o serviço desinteressado). No desenrolar da conversa são colocados pontos importantes da filosofia divina, que incluía já na época elementos das filosofias religiosas bramanismo e sânquia. Onde o primeiro ensinamento: ele é uma alma espiritual eterna que habita e dá vida ao corpo material.
A obra é a essência do conhecimento védico e sagrado da Índia e um dos maiores clássicos de filosofia perene e de espiritualidade do mundo, influenciando inúmeros movimentos espiritualistas. Compõe a principal obra do vixenuísmo, que envolve várias ramificações de fé em Vixenu ou Críxena, dentre as quais o popularmente conhecido movimento para consciência de Seri Críxena, que a difundiu, a partir de 1965, no ocidente, através do líder religioso indiano Bhaktivedanta Swami Prabhupada. Este traduziu, e comentou, sem adulteração, com bênção de um mestre Parampara (sucessão discipular), dando origem ao livro Bhagavad-Gita: Como Ele É, contendo os principais ensinamentos do "caminho para a verdade superior" Darma, religião Bagavata Purana e instruções a respeito do serviço devocional a Críxena, segundo os preceitos de inúmeros escritos sagrados védicos. Dentre esses preceitos, o livro apresenta a ciência da auto-realização e da consciência em Críxena através do serviço devocional da bactiioga.

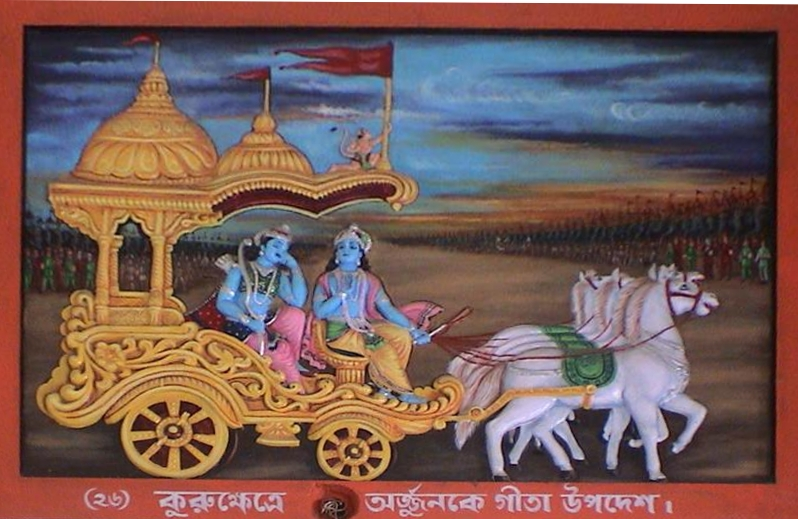
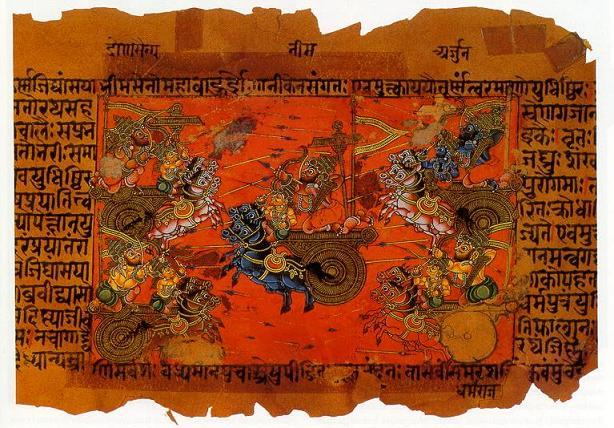
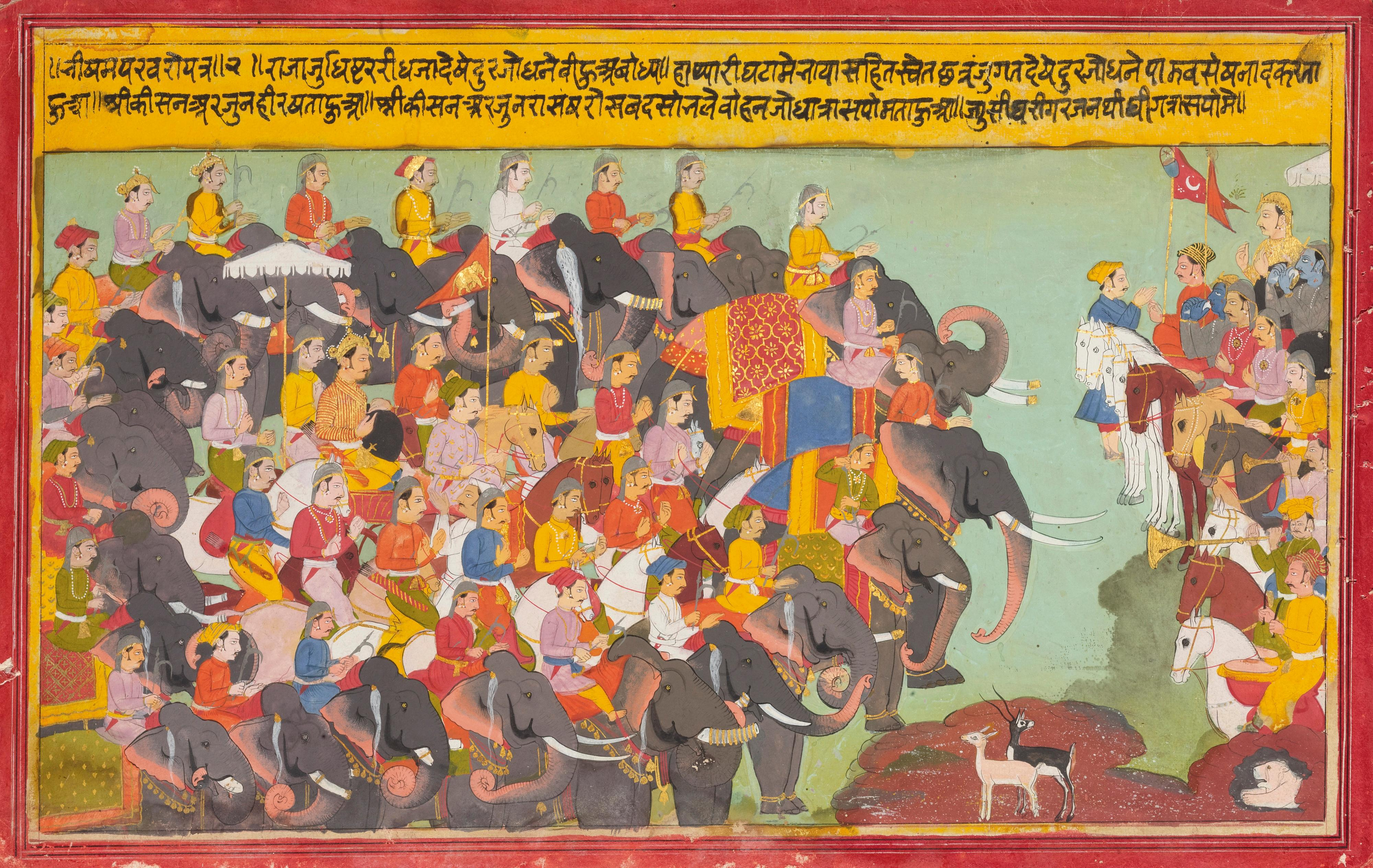